# Houllefort
Houllefort (Nederlands: Hollevoorde) is een gehucht in de Franse gemeente Belle-et-Houllefort (Nederlands: Belle-Hollevoorde) in het departement Pas-de-Calais. Het ligt in het noordoosten van de gemeente, twee kilometer ten noordoosten van het dorp Belle.

## Geschiedenis
Een oude vermelding van de plaats dateert uit de 12de eeuw als Holeford. De kerk van Houllefort was een hulpkerk van die van Belle. Op het eind van het ancien régime werden Belle en Houllefort samengebracht in de gemeente Belle-et-Houllefort.

## Bezienswaardigheden
- De Église Saint-Michel. Twee 12de-eeuwse stenen beelden van een leeuw en de kerkklok uit 1623 werden in 1911 geklasseerd als monument historique.